# Naoshi Takahashi
Naoshi Takahashi (* 1973 in Nagoya) ist ein japanischer Dirigent.

## Biografie
Mit drei Jahren erlernte Takahashi das Klavierspielen. Er studierte an der Staatlichen Universität für Musik und bildende Künste Tokio im Fach Dirigieren und absolvierte  anschließend die dortige Meisterklasse. Er setzte an der Hochschule für Musik und Theater München seine dirigentische Ausbildung fort und wurde mit dem Meisterklassendiplom ausgezeichnet. Es folgen Meisterkurse im Dirigieren, unter anderem bei Zubin Mehta und Waleri Gergijew.
Seine außergewöhnliche musikalische Begabung wurde mit Stipendien des Japanischen Kultusministeriums, der Rotary Stiftung und einem Stipendium der Richard-Wagner-Stiftung Bayreuth gefördert.
Bereits als Student erhielt er verschiedene Einladungen zu Gastdirigaten in Japan, unter anderem vom New Japan Philharmonic Orchestra.
Sein erstes Engagement in Deutschland brachte Takahashi als Kapellmeister an das Brandenburger Theater. Nach einer Anstellung am Theater Osnabrück wurde er 2004 1. Kapellmeister am Eduard-von-Winterstein-Theater in Annaberg-Buchholz, wo er 2006 zum Generalmusikdirektor und zum Chefdirigenten der Erzgebirgischen Philharmonie Aue ernannt wurde. Er verließ diese Positionen im März 2021.
Takahashi dirigierte unter anderem an der Tschechischen Staatsoper Prag, das Radio Symphonie Orchester Pilsen und das renommierte Yomiuri-Nippon-Sinfonieorchester Tokyo.
Am 19. März 2010 wurde Takahashi vom Landrat des Erzgebirgskreises, Frank Vogel, zu einem Botschafter des Erzgebirges ernannt. Im Januar 2016 wurde ihm die Brückenehrennadel 2015 der Stadt Aue verliehen.